# Recenzja naukowa

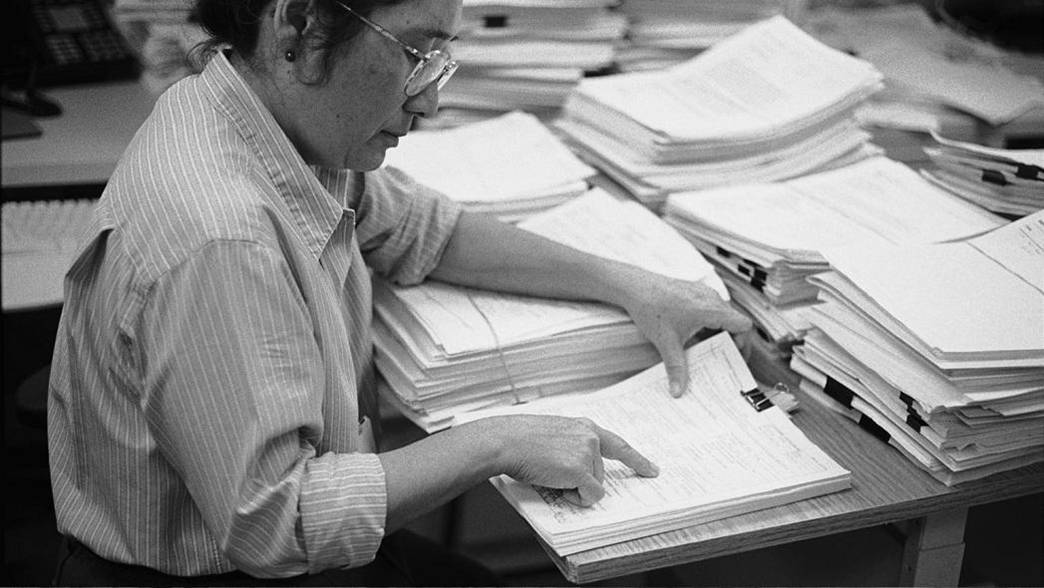
Recenzent przy pracy

Recenzja naukowa – recenzja utworu naukowego (dysertacji, książki, publikacji w czasopiśmie naukowym), której celem jest ocena naukowej zawartości tego utworu.
W odróżnieniu od artystycznej recenzja naukowa jest zwykle pisana przed ogłoszeniem utworu naukowego w druku i ma często decydujący wpływ na to, czy dany utwór zostanie przyjęty do rozpowszechniania.
W szczególności recenzja naukowa jest podstawowym narzędziem w czasopismach naukowych, gdzie stanowi kluczowy element systemu akceptowania i wyboru publikacji do druku.
Zadaniem całego systemu jest wyeliminowanie z czasopism publikacji, które np. stawiają tezy niemające pokrycia w opisie przeprowadzonych eksperymentów czy zebranych danych historycznych. System ten jednak nie wykrywa inteligentnie przeprowadzonych oszustw, gdyż recenzenci zwykle oceniają tylko tekst publikacji i nie powtarzają opisanych eksperymentów, ani nie sprawdzają szczegółowo, czy zebrane dane historyczne są prawdziwe. Co więcej, system recenzji naukowych opiera się na zasadzie domniemania uczciwości autorów prac i nie jest nastawiony na wykrywanie fałszerstw, plagiatów itp..
Podobny system recenzowania ma też miejsce w przypadku decydowania o finansowaniu grantów naukowych i publikowania książek w wydawnictwach naukowych.
Nieco inny cel mają recenzje dysertacji, tworzonych w celu zdobycia stopni naukowych. W tym przypadku recenzja odbywa się jawnie, zarówno ze strony recenzenta, który wie, czyją dysertację ocenia, jak i ze strony osoby ocenianej, która dostaje podpisane teksty recenzji. Pozytywna ocena dysertacji przez recenzentów umożliwia dopuszczenie kandydata do obrony tej dysertacji. W trakcie obrony kandydat musi odnieść się do krytycznych uwag recenzentów, a fachowość odpowiedzi na te uwagi jest jednym z elementów oceny przebiegu obrony.

## Peer review
Angielski termin peer review nie jest ekwiwalentem polskiego terminu recenzji naukowej. Peer review to określenie procesu recenzowania, który opiera się na zapoznaniu się z tekstem specjalistów z danej dziedziny.
System ten, nazywany w krajach anglosaskich peer-review, opiera się na anonimowości i niezależności recenzentów, co ma zachęcić do nieskrępowanej krytyki i ograniczać kumoterstwo. Badania sugerują, że autorzy recenzowanych prac także powinni być anonimowi, aby zmniejszyć ryzyko uprzedzeń płciowych lub etnicznych ze strony recenzentów. W 2001 roku czasopismo Behavioural Ecology wprowadziło zasadę, że tożsamość autorów prac nie była znana recenzentom. W wyniku tego nastąpił znaczny wzrost liczby artykułów, których pierwszymi autorami były kobiety, czego nie zaobserwowano w bardzo podobnym czasopiśmie, które udostępnia recenzentom informacje o autorach.
Proces recenzji składa się z następujących etapów:

Schemat systemu recenzowania w czasopismach naukowych

- autor publikacji wysyła manuskrypt artykułu (zwykle w formie elektronicznej) do edytora,
- edytor dokonuje wstępnej oceny publikacji i może ją odrzucić, gdy np. nie spełnia ona podstawowych wymogów językowych czy tematycznych,
- wstępnie zaaprobowany manuskrypt jest wysyłany do 1–3 recenzentów, którymi są zwykle naukowcy zajmujący się tą samą lub bardzo pokrewną tematyką; niekiedy z manuskryptu usuwane są informacje umożliwiające identyfikację autorów publikacji w celu uniknięcia podejrzeń o stronniczość recenzji; praktykowane bywa także wykluczenie niektórych recenzentów przez autora, z którymi może on być w konflikcie personalnym lub zawodowym,
- recenzenci, działając zupełnie niezależnie od siebie, oceniają publikację i wysyłają swoje oceny edytorowi,
- edytor na podstawie ocen podejmuje decyzję o odrzuceniu publikacji, przyjęciu jej do druku lub odesłaniu jej do autora w celu naniesienia poprawek; w tym ostatnim przypadku, edytor razem z publikacją odsyła autorowi teksty recenzji – po usunięciu z nich informacji o tożsamości recenzentów,
- autor po otrzymaniu recenzji z uwagami krytycznymi ma obowiązek się do nich ustosunkować i ewentualnie nanieść w tekście publikacji odpowiednie zmiany,
- poprawiony tekst publikacji wraz z odpowiedziami na uwagi recenzentów autor ponownie wysyła do redakcji, po czym edytor podejmuje ostateczną decyzję o odrzuceniu bądź przyjęciu publikacji do druku,
- w przypadku gdy recenzenci przedstawią sprzeczne opinie lub gdy zachodzi uzasadniona obawa co do ich rzetelności, edytor może powołać kolejnego recenzenta.